# 젤라 회의
젤라 회의는 기원전 424년에 시켈리아의 일부 그리스 식민 도시들이 젤라에 모여 개최한 외교 회의이다. 이전 몇 년 동안 시켈리아에서는 그리스 식민 도시 간의 전쟁이 계속되고 있었지만, 이 회의에서 휴전이 성립되었다. 이 회의에서는 시라쿠사이의 주도에 의해 평화를 실현하며 “시켈리아 사람을 위한 시켈리아”(그리스 본토와 카르타고 등 외세의 개입을 배제하는)의 원칙을 주창했으며, 이것은 이후 먼로주의와 비슷한 것이었다. 회의의 사항은 무기한 지속하는 것으로 합의되었지만, 수십 년 후에는 전쟁과 외세의 개입이 재개된다.

## 배경
기원전 420년대 중반부터 몇 년간 시라쿠사이와 그 동맹 도시는 아테네와 그들의 시켈리아 동맹 도시와 전쟁 상태에 있었다. 이 전쟁은 시라쿠사이와 레온티노이(현재 렌티니)와의 충돌이 발단이었으며, 레온티노이가 아테네에 도움을 요청했기 때문에 분쟁이 확대되었다. 기원전 426년경에는 시켈리아의 많은 그리스 도시뿐만 아니라 원주민이었던 셰켈 인들도 말려들면서 전쟁으로 발전했다. 아테네와 동맹을 맺은 것은 레기온(현재 레조 디 칼라브리아), 레온티노이, 낙소스, 카마리나와 셰켈 인 지파이며, 서전에서 일부 승리했다. 기원전 426년 아테네는 전략적으로 중요한 도시였던 메세네(현재 메시나)를 점령하고 시라쿠사이의 여러 도시를 공격했다. 시라쿠사이와 동맹을 맺은 도시 국가는 로크리, 젤라 등이었으나, 기원전 425년에는 반격을 개시하여 메세네를 되찾았으며 다른 아테네 측 도시에 위협을 주고 있었다.

## 평화 대처
카마리나와 젤라는 오래 전부터 동맹 관계에 있었지만, 이 전쟁에서 적대하게 되었다. 젤라는 시라쿠사이와 동맹을 맺었었지만, 카마리나는 시라쿠사이에 깊은 적개심을 품고 있었다. 기원전 425년 여름, 두 도시는 정전에 합의했다. 양자의 평화는 시켈리아 다른 도시가 전쟁 상태에 있는 한 실현이 어렵고, 따라서 두 도시는 모든 교전 도시를 초청하여 평화 회의를 개최하기로 했다. 각 도시는 대사를 파견했을 뿐만 아니라 그들에게 일반적으로 더 큰 외교 권한을 부여했다.

## 젤라 회의
이 회의에서 논의된 내용에 관해서는 주로 역사가 투키디데스의 저서에 의해 알려져 있다. 투키디데스가 그 시기에 시켈리아에 있던 것은 아니기 때문에, 각각의 연설에 관해서는 자신의 작품이다. 후세의 역사가들은 이 저서에 투키디데스의 주관적인 생각이 반영되었는 지에 대해 의견이 엇갈리고 있다. 현대의 역사가들은 투키디데스가 전반적인 개요에 관해서는 정확하게 기록하였다고 결론짓고 있다.
회의의 개막은 많은 도시들이 전쟁의 악행을 서로 비난하며 시작되었다. 그러나 시라쿠사이의 대표인 헤르모크라테스의 연설 이후, 분위기는 반전되었다. 투키디데스에 의하면 연설은 다양한 시켈리아 도시 연합에게 아테네 ‘제국’의 위협을 호소했다는 것이었다. 헤르모크라테스는 외세의 간섭에 대해 시켈리아 그리스인 도시가 공동으로 대응하고, 평화롭게 공존하는 그림을 그려 보였다.
헤르모크라테스 제안은 미 대륙의 민족자결을 호소했던 먼로주의와 비슷하며 그것을 제안한 강력한 시라쿠사이에게 본질적인 이익을 가져올 것이었다. 기원전 424년 시점에서 시라쿠사이는 시켈리아의 최대, 최강의 도시 국가였으며, 아테네와 같은 외부 세력의 영향을 성공적으로 제거하면서 시켈리아의 정치를 지배할 수 있었다. 헤르모크라테스 제안과 설득은 전쟁 피로, 혹은 그 양쪽의 요인으로 인해 회의 참가자는 현상에 근거한 평화 조약을 맺기로 합의했다. 시라쿠사이는 카마리나에게 모르칸티나를 주고 대신 돈을 받았다. 아테네 함대를 이끌고 있던 장군들도 이 합의를 받아 적대 행위를 중단하고 그리스 본토로 퇴각하였다.

## 같이 보기
- 시켈리아 원정

## 참고 문헌
- 도널드 케이건, 《The Archidamian War》 (Cornell, 1974). ISBN 0-8014-9714-0
- 투키디데스, 《펠로폰네소스 전쟁사》